# Temelucha ammophila
Temelucha ammophila är en stekelart som beskrevs av Dasch 1979. Temelucha ammophila ingår i släktet Temelucha och familjen brokparasitsteklar. Inga underarter finns listade i Catalogue of Life.